# Шукачі пригод
«Шукачі пригод» (фр. Les Aventuriers) — французький пригодницький фільм 1967 року режисера Робера Енріко, заснований на першій частині роману франкошвейцарського письменника Жозе Джованні. Друга частина роману була екранізована у тому ж році режисером та автором сценарію Жозе Джованні, під назвою «Закон тих, хто залишився живим» (La Loi du survivant).

## Сюжет
Двоє друзів: талановитий пілот Маню (Ален Делон) і винахідливий механік Роланд (Ліно Вентура), — любителі екстремальних видів спорту і пригод. Однак у житті їх спіткали невдачі і щоб покращити свій фінансовий стан, вони вирішують вирушити на пошуки скарбу з авіакатастрофи у морі біля конголезьського узбережжя. Вони беруть із собою молоду художницю Летицію. Їм вдається знайти скарб, однак бандити вбивають Летицію.

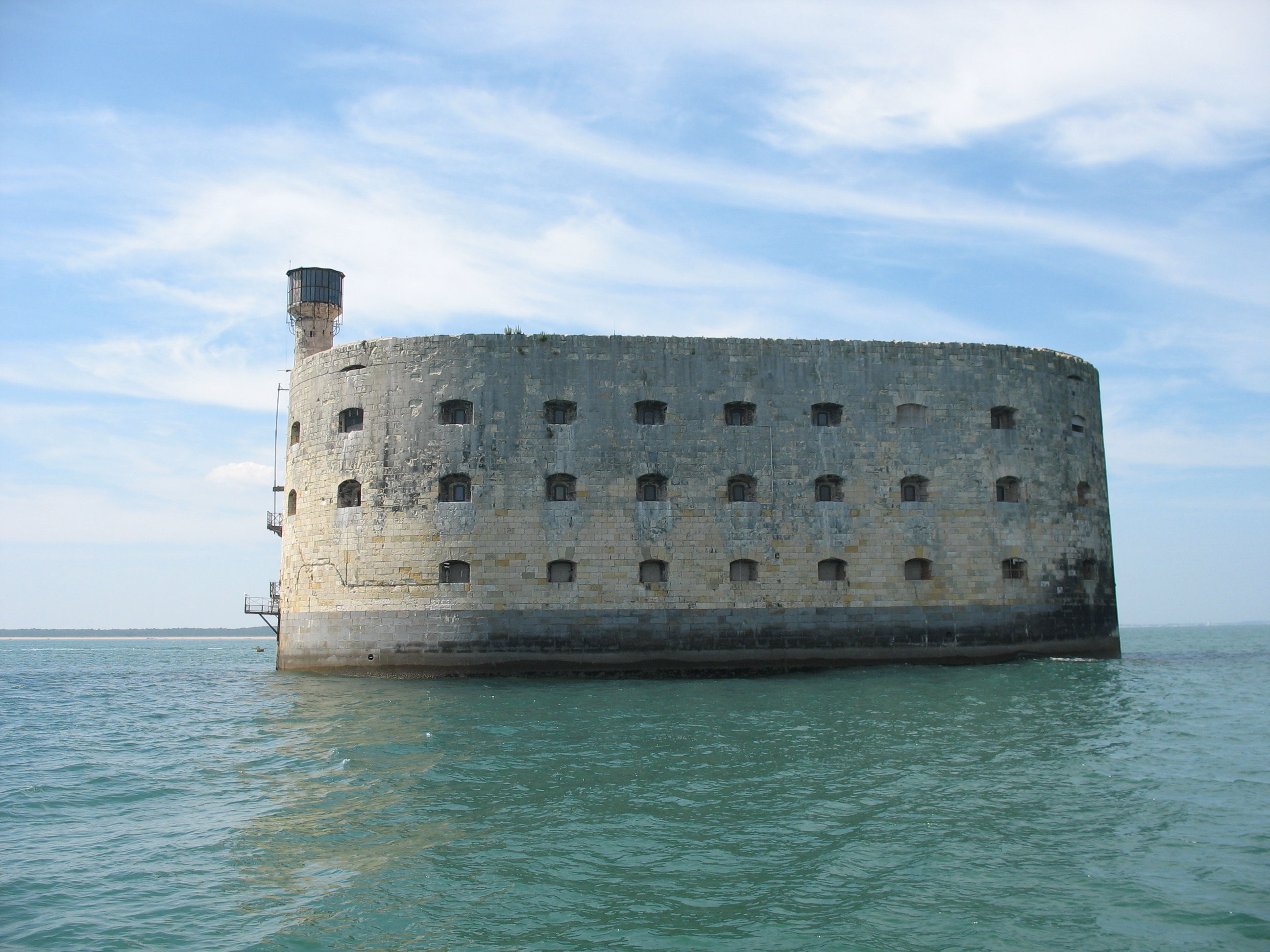
Форт Буаяр, де завершувалися зйомки

Після повернення до Франції Роланд і Маню на острові Іль-д'Екс розшукали родичів Летиції та віддали їм її частку скарбу. Пам'ятаючи про мрію Летиції, Роланд купує старий форт у морі (Форт Байяр), де планує зробити готель. Однак, найманці, що хочуть відібрати скарб, припливають до форту і у перестрілці гине Маню. Роланд єдиний, хто залишився живим.

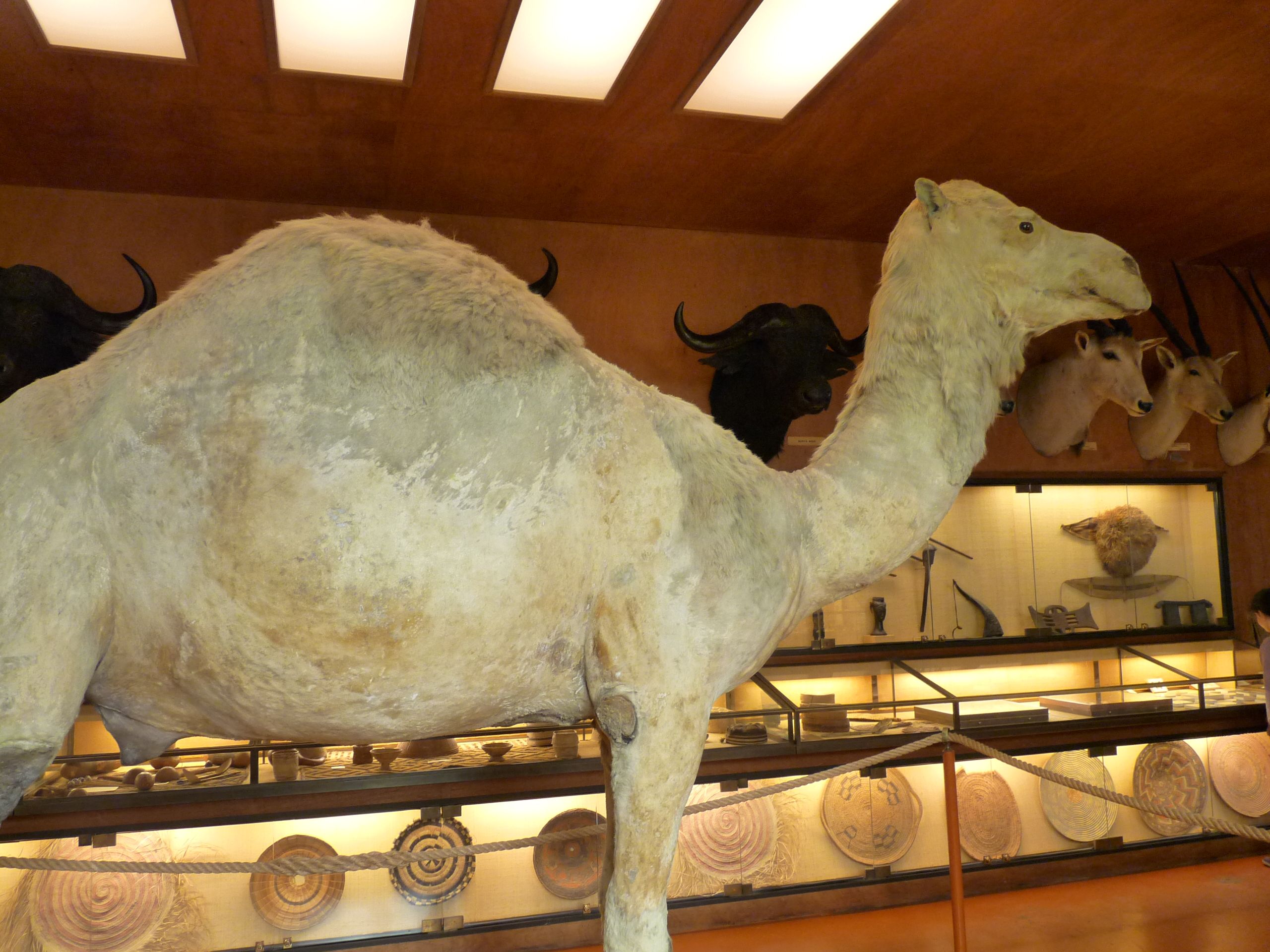
Легендарний дромадер Наполеона

## В ролях
| Актор(ка)         |   | Роль                          |
| ----------------- | - | ----------------------------- |
| Ален Делон        | … | Маню Бореллі                  |
| Ліно Вентура      | … | Ролан Дарбан                  |
| Джоанна Шимкус    | … | Летиція Вайс                  |
| Серж Реджані      | … | Пілот                         |
| Поль Кроше        | … | Вольтен                       |
| Ганс Майєр        | … | Найманець                     |
| Гі Делорм         | … | один з людей Найманця         |
| Тереза Квантен    | … | Мадам Дюбрей                  |
| Жан Дар'є         | … | Мосьє Дюбрей                  |
| Жан Троньйон      | … | Жан-Жан                       |
| Оділь Пуассон     | … | Івет                          |
| Ірен Тюнк         | … | секретарка Кіобасі            |
| Валерій Інкіжинов | … | Продюсер Кіобасі              |
| Рауль Гілад       | … | Сноб                          |
| Жан Ландьє        | … | Мішо                          |
| Мік Бессон        | … | чоловік, що танцює з Летицією |

## Навколо фільму
У сцені, де показано музей у Нормандії, заснований бароном, який жив у Африці, ми бачимо різних африканських тварин. Серед них явно посум щіткохвостий, який живе тільки в Австралії та Новій Зеландії.